# Sozialgericht Dortmund
Das Sozialgericht Dortmund ist ein Gericht der Sozialgerichtsbarkeit. Das Gericht ist eines von acht Sozialgerichten in Nordrhein-Westfalen und hat seinen Sitz in Dortmund.

## Gerichtsgebäude
Das Gerichtsgebäude des Sozialgerichts Dortmund befindet sich in der Ruhrallee 3.

## Gerichtsbezirk  und übergeordnete Gerichte
Das Sozialgericht Dortmund ist örtlich für die Städte Bochum, Dortmund, Hagen und Hamm sowie für die Kreise Ennepe-Ruhr-Kreis, Hochsauerlandkreis, Märkischer Kreis, Olpe, Siegen-Wittgenstein, Soest und Unna zuständig. Es hält in Altena, Arnsberg, Bochum, Hagen, Hamm, Lippstadt, Olpe, Siegen und Soest Gerichtstage ab. Die sachliche Zuständigkeit ergibt sich aus dem Sozialgerichtsgesetz.
Auf Landesebene ist das Landessozialgericht Nordrhein-Westfalen in Essen das übergeordnete Gericht. Diesem ist wiederum das Bundessozialgericht in Kassel übergeordnet.